# Spycharkoładowarka SŁ-34C

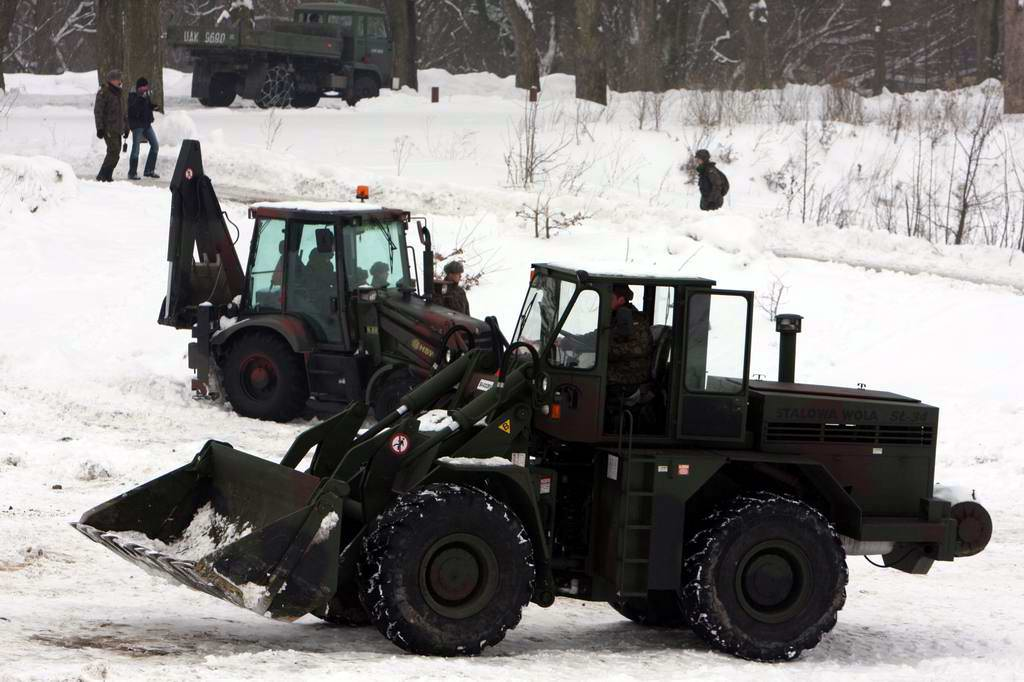
SŁ – 34C

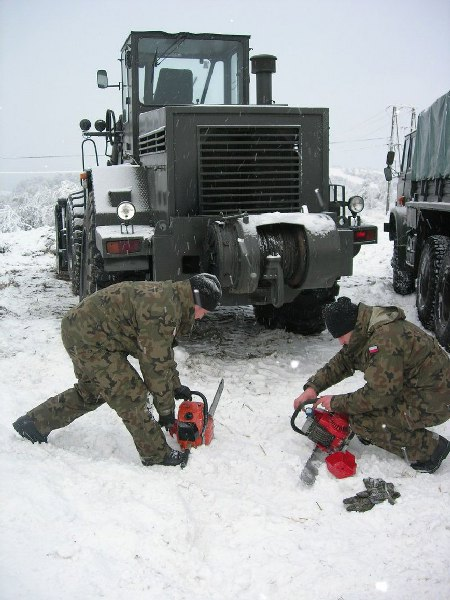
Widok maszyny z tyłu

Spycharkoładowarka SŁ – 34C – maszyna produkcji Huty Stalowa Wola, służy do załadunku i transportu urobku, spychania i zwałowania gruntu, wyrównywania terenu, wykonywania wykopów oraz innych prac inżynieryjnych przez wojsko.

## Konstrukcja
SŁ – 34C to najnowsza wersja spycharko-ładowarki, dostarczonych do Wojska Polskiego. Maszynę skonstruowano na bazie zmodernizowanej  ładowarki Ł34, dodając do maszyny m.in. wyciągarkę i osprzęt dodatkowy.
Do napędu zastosowano nowy silnik wysokoprężny Cummins, dysponujący mocą 158 kW (212 KM), zamiast silnika  WSK Mielec SW680/59/8. 
Zastosowano nową, szczelną kabinę z urządzeniem filtrowentylacyjnym i uchwytami na karabiny, wodne urządzenie grzewcze do ogrzewania kabiny i podgrzewania silnika, oraz specjalistyczny sprzęt do rozpoznania dróg, mostów i przeszkód wodnych.

## Wyposażenie standardowe maszyny
- łyżka
- wyciągarka
- osprzęt widłowy z możliwością przedłużenia wideł o regulowanym rozstawie, przystosowany do załadunku i wyładunku elementów umieszczonych na europaletach lub w kontenerach
- zaczep typu Rockinger RO 561 E oraz złącza pneumatyczne i elektryczne

## Wyposażenie opcjonalne
- łyżka dwuczęściowa,
- łyżka do szybkozłącza,
- łyżka wysokiego wyładunku,
- łyżka do kamieni,
- łyżka do materiałów lekkich (5,7 m³),
- łyżka do kamieni z zębami,
- chwytak hydrauliczny,
- osprzęt widłowy do szybkozłącza,
- widły do 5,5 t

## Dane techniczne
- Masa zestawu z zainstalowaną łyżką wieloczynnościową – 22 830 kg
- Wysokość do dachu kabiny – 3607 mm
- Masa zestawu z osprzętem widłowym – 22 310 kg
- Długość całkowita zestawu z łyżką na podłożu – 8 380 mm
- Długość całkowita zestawu z widłami na podłożu – 9 595 mm
- Nominalna długość stosowanych wideł – 1 600 mm
- Możliwość przedłużenia wideł – do 2 300 mm
- Szerokość zestawu – 2 982 mm
- Wysokość do dachu kabiny operatora-kierowcy – 3 607 mm
- Rozstaw osi – 3 145 mm
- Pojemność całkowita łyżki – 3,4 m³
- Prześwit drogowy – 450 mm
- Kąt skrętu w prawo/w lewo – 35 stopni
- Udźwig maksymalny łyżki – do 7 600 kg
- Udźwig maksymalny wideł – do 8 000 kg
- Maksymalna prędkość maszyny – do 39 km/h
- Moc silnika – 158 kW
- Maksymalna wysokość wyładunkowa przy kącie wysypu 45 stopni – 2950 mm.
- Wysokość podnoszenia  3800  – 4000 mm[2]
- Maksymalny kąt skrętu – 35 stopni[1]